# Drevo spoznanja
Drevo spoznanja dobrega in zla (biblijsko hebrejsko: עֵ֕ץ הַדַּ֖עַת ט֥וֹב וָרָֽע ʿêṣ had-daʿaṯ ṭōwḇ wā-rāʿ [ʕesˤ hadaʕaθ tˤov wɔrɔʕ]) je eno od dveh posebnih dreves v zgodbi o rajskem vrtu v 1. Mojzesovi knjigi –3, skupaj z drevesom življenja.

## V Genezi

### Pripoved
Geneza 2 pripoveduje, da Jahve postavi prvega moškega in žensko na vrt z drevesi, katerih sadove lahko jedo, vendar jim prepoveduje jesti z »drevesa spoznanja dobrega in zla«. Ko v 1. Mojzesovi knjigi kača prepriča žensko, da je z drevesa prepovedan sadež in ona prepriča moškega, da ga tudi pokusi, ju Bog izžene z vrta.

### Pomen dobrega in zla
Stavek v hebrejščini: טוֹב וָרָע, tov wa-raʿ, se dobesedno prevede kot 'dobro in zlo'. To je lahko primer vrste govorne figure, znane kot merizem, literarna tehnika, ki združuje nasprotne izraze, da bi ustvarila splošen pomen, tako da izraz 'dobro in zlo' preprosto pomeni 'vse'. To je razvidno iz egiptovskega izraza zlo-dobro, ki je običajno uporabljen kot 'vse'. V grški literaturi tudi Homer uporablja tehniko, ko Telemahu pusti reči, »[želim] vedeti vse, dobro in zlo.«; čeprav uporabljene besede - ἐσθλός za 'dobro' in χερείων za 'zlo' - bolje imenujemo 'nadrejeni' in 'podrejeni'.
Če pa naj bi drevo spoznavanja dobrega in zla razumeli kot drevo, katerega plod daje znanje o vsem, ta stavek ne pomeni nujno moralnega pojma. To stališča zagovarja več učenjakov.
Glede na kontekst neposlušnosti Bogu je treba razmisliti tudi o drugih interpretacijah posledic tega stavka. Robert Alter poudarja, da ko Bog človeku prepove jesti s tega drevesa, pravi, da če bo to storil, je »obsojen na smrt«. Hebrejščina, ki stoji za tem, je v obliki, ki se v hebrejski Bibliji redno uporablja za izdajo smrtnih obsodb.

## Religiozni pogled

### Judaizem
V judovski tradiciji drevo spoznanja in uživanje sadja predstavlja začetek mešanice dobrega in zla skupaj. Pred tem časom sta bila ločena, zlo pa je lahko obstajalo le megleno. Čeprav je svobodna izbira obstajala, preden je jedla sadje, je zlo obstajalo kot entiteta, ločena od človeške psihe, in v človeški naravi ni bilo, da bi si tega želela. Uživanje in ponotranjenje prepovedanega sadja je to spremenilo in tako se je rodil yetzer hara, zlobno nagnjenje. V Rašijevih opombah k 1. Mojzesovi knjigi 1 Mz 3,3 je prišlo do prvega greha, ker je Eva Božjemu ukazu dodala dodaten stavek: Prav tako se ga ne dotaknite. S tem je Eva dodala ukaz YHWH in ga s tem odvrnila, kot je zapisano: Ne dodajajte njegovim besedam (Pregovori 30: 6). Vendar je v Legendah o Judih Adam pobožno prepovedal Evi, da se dotakne drevesa, čeprav je Bog omenil le uživanje sadja. 

### Krščanstvo
V krščanski tradiciji je uživanje sadov drevesa spoznanja dobrega in zla greh, ki sta ga storila Adam in Eva, privedel do padca človeka v 1. Mojzesovi knjigi.
V katolištvu je Avguštin iz Hipona učil, da je drevo treba razumeti tako simbolično kot resnično drevo - podobno kot Jeruzalem je resnično mesto in lik nebeškega Jeruzalema. Avguštin je poudaril, da plodovi tega drevesa sami po sebi niso bili zli, ker je bilo vse, kar je Bog ustvaril, dobro (1  Mz. 1,12). Neposlušnost Adama in Eve, ki jima je Bog naročil, naj ne jesta z drevesa (1 Mz 2,17), je povzročila motnje v stvarstvu, zato je človeštvo podedovalo greh in krivdo po grehu Adama in Eve. 
V zahodnokrščanski umetnosti so plodovi drevesa pogosto upodobljeni kot jabolko, ki izvira iz srednje Azije. Ta upodobitev je lahko nastala kot latinska igra besed: z jedjo māluma (jabolko) je Eve zbolela za malum (zlo).

### Islam
Koran nikoli ne omenja drevesa kot drevo spoznanja dobrega in zla, temveč ga običajno imenuje drevo ali (po besedah Iblisa) drevo nesmrtnosti.(Koran 20:120) Drevo v Koranu se uporablja kot primer za koncept, idejo, način življenja ali življenjsko kodo. Dober koncept / ideja je predstavljen kot dobro drevo, slaba ideja / koncept pa kot slabo drevo.(Koran 14:24) Muslimani verjamejo, da jim je Bog, ko je ustvaril Adama in Evo, rekel, da lahko v vrtu uživajo vse, razen tega drevesa. (ideja, koncept, način življenja) in tako se jim je prikazal Satan in jim rekel, da je edini razlog, da jim je Bog prepovedal jesti s tega drevesa ta, da postanejo angeli ali pa začnejo uporabljati idejo / koncept lastništva v povezavi z dediščino generacij po generacijah, ki jih je Iblis prepričal, da je Adam sprejel.(Koran 20:120)
Ko sta jedla s tega drevesa, se jima je prikazala njuna nagota in začela sta si šivati listje z vrta za pokrivalo. Uporabljena arabska beseda je ورق, kar pomeni tudi valuto / bankovce. Kar pomeni, da sta zaradi lastništva začela uporabljati valuto. Kot je Alah že omenil, da je vse v nebesih zastonj (torej jejte od tam, kjer želite (Koran 7:19)), zato je uporaba valute, ki podpira idejo lastništva, postala razlog za zdrs. Koran omenja greh kot 'zdrs' in po tem 'zdrsu' so ju poslali na cilj, na katerem naj bi bila: Zemlja. Posledično sta se Bogu pokesala in prosila za njegovo odpuščanje (Koran 7:23) in jima je bilo odpuščeno. (Koran 2:37) Odločeno je bilo, da bodo tisti, ki bodo ubogali Boga in bodo sledili njegovi poti, nagrajeni z večnim življenjem v Dženet (raj), tisti, ki ne bodo ubogali Boga in se bodo oddaljili od njegove poti, pa bodo kaznovani v Džehenem' (pekel).
Bog v Koranu (Al-A'raf 27) pravi:
[O] Adamovi otroci! Naj vas Satan ne mika, ko je vaše starše pripeljal iz vrta in jim slekel oblačila, da bi jim pokazal njihove sramotne dele. Zagotovo vas [Satan] vidi, on in njegovo pleme, od kod ne vidite jih. Satane smo naredili za prijatelji tistih, ki ne verjamejo.

### Gnosticizem
Gnostična religija je edinstveno trdila, da je bilo drevo v celoti pozitivno ali celo sveto. V tej sagi so bili arhonti tisti, ki so Adamu in Evi rekli, naj ne jesta njegovih sadežev, nato pa so jima lagali, češ da bosta umrla po poskusu. Toda kasneje v zgodbi eoni pošljejo inštruktorja iz Plerome, da reši človeštvo in razkrije gnozo. Ta odrešenik to stori tako, da Adamu in Evi pove, da je uživanje sadja pot do odrešenja. Primeri pripovedi najdete v gnostičnih rokopisih o izvoru sveta in Janezovi skrivni knjigi. 
Manihejstvo, ki je veljalo za gnostično sekto, odraža tudi te pojme in predstavlja prvinski vidik Jezusa kot inštruktorja.

## Druge kulture
Cilindrični pečat Adama in Eve iz obdobja po Akadu v Mezopotamiji (okoli 23. in 22. stoletja pr. n. št.) je povezan z zgodbo o Adamu in Evi. Asiriolog George Smith (1840-1876) opisuje, da ima pečat dve obrnjeni figuri (moški in ženska), ki sedita na obeh straneh drevesa in držita roke na plodu, medtem ko je med njihovima hrbtoma kača, ki dokazuje, da je padec človeka znan že v zgodnjih časih Babilonije. 
Britanski muzej oporeka tej razlagi in meni, da gre za običajno podobo iz obdobja, ki prikazuje moško božanstvo, ki ga časti ženska, brez razloga, da bi prizorišče povezali s 1. Mojzesovo knjigo.